# Svjetski rekordi u veslanju
Za svaku disciplinu u veslanju prate se najbolja postignuta vremena. Kako je međutim veslanje specifičan sport na otvorenom, ta postignuta vremena često ovise o faktorima kao što su smjer i jačina vjetra, temperatura i slanost vode, temperatura zraka i sl. Stoga veslačka federacija FISA prati najbolja postignuta vremena, ali se ta vremena ne zovu svjetskim rekordima već samo najboljim ostvarenim vremenima na službenim FISA natjecanjima.
| Najbolja postignuta vremena u veslanju (službena FISA natjecanja, na olimpijskoj dionici od 2000 m) | Najbolja postignuta vremena u veslanju (službena FISA natjecanja, na olimpijskoj dionici od 2000 m) | Najbolja postignuta vremena u veslanju (službena FISA natjecanja, na olimpijskoj dionici od 2000 m)                                        | Najbolja postignuta vremena u veslanju (službena FISA natjecanja, na olimpijskoj dionici od 2000 m) | Najbolja postignuta vremena u veslanju (službena FISA natjecanja, na olimpijskoj dionici od 2000 m) |
| --------------------------------------------------------------------------------------------------- | --------------------------------------------------------------------------------------------------- | --- | --------------------------------------------------------------------------------------------------- | --------------------------------------------------------------------------------------------------- |
| Disciplina                                                                                          | Vrijeme                                                                                             | Nacija i posada | Datum                                                                                               | Mjesto                                                                                              |
| Samac muški (M1x)                                                                                   | 6:36.33                                                                                             | Novi Zeland Mahe Drysdale | 26. kolovoza 2006.                                                                                  | Eton, Velika Britanija                                                                              |
| Dvojac bez kormilara muški (M2-)                                                                    | 6:08.50                                                                                             | Novi Zeland Eric Murray Hamish Bond | 29. srpnja 2012.                                                                                    | London, Velika Britanija                                                                            |
| Dvojac na pariće muški (M2x)                                                                        | 5:59.72                                                                                             | Hrvatska Valent Sinković Martin Sinković                                                                                                   | 29. kolovoz 2014                                                                                    | Amsterdam, Nizozemska                                                                               |
| Četverac bez kormilara muški (M4-)                                                                  | 5:41.35                                                                                             | Njemačka Sebastian Thormann Paul Dienstbach Philipp Stüer Bernd Heidicker                                                                  | 21. rujna 2002.                                                                                     | Sevilja, Španjolska                                                                                 |
| Laki dvojac na pariće muški (LM2x)                                                                  | 6:10.80                                                                                             | Italija Elia Luini Leonardo Pettinari | 22. rujna 2002.                                                                                     | Sevilja, Španjolska                                                                                 |
| Laki četverac bez kormilara (LM4-)                                                                  | 5:45.60                                                                                             | Danska Thomas Ebert Thomas Poulsen Eskild Ebbesen Victor Feddersen                                                                         | 9. srpnja 1999.                                                                                     | Lucern, Švicarska                                                                                   |
| Četverac skul muški (M4x)                                                                           | 5:37.31                                                                                             | Poljska Konrad Wasielewski Marek Kolbowicz Michal Jelinski Adam Korol                                                                      | 17. lipnja 2006.                                                                                    | Poznan, Poljska                                                                                     |
| Osmerac muški (M8+)                                                                                 | 5:19.85                                                                                             | SAD Jason Read Wyatt Allen Chris Ahrens Joseph Hansen Matthew Deakin Dan Beery Beau Hoopman Bryan Volpenheim Pete Cipollone                | 15. kolovoza 2004.                                                                                  | Atena, Grčka                                                                                        |
| Dvojac s kormilarom muški (M2+)                                                                     | 6:42.16                                                                                             | Hrvatska Igor Boraska Tihomir Franković Milan Ražov                                                                                        | 18. rujna 1994.                                                                                     | Indianapolis, SAD                                                                                   |
| Laki samac muški (LM1x)                                                                             | 6:47.82                                                                                             | Velika Britanija Zac Purchase | 27. kolovoza 2006.                                                                                  | Eton, Velika Britanija                                                                              |
| Laki osmerac muški (LM8+)                                                                           | 5:30.24                                                                                             | Njemačka Klaus Altena Christian Dahlke Mike Kobor Bernhard Stomporowski Thomas Melges Uwe März Michael Buchheit Kai von Warburg Olaf Kaska | 15. kolovoza 1992.                                                                                  | Montreal, Kanada                                                                                    |
| Četverac s kormilarom muški (M4+)                                                                   | 5:58.96                                                                                             | Njemačka Jörg Dederding Armin Weyrauch Bahne Rabe Matthias Ungemach Armin Eichholz                                                         | 24. kolovoza 1991.                                                                                  | Beč, Austrija                                                                                       |
| Laki dvojac bez kormilara (LM2-)                                                                    | 6:28.41                                                                                             | Njemačka Ole Rueckbrodt Felix Otto | 27. kolovoza 2006.                                                                                  | Eton, Velika Britanija                                                                              |
| Laki četverac skul (LM4X)                                                                           | 5:45.18                                                                                             | Italija Michelangelo Crispi Massimo Guglielmi Francesco Esposito Massimo Lana                                                              | 15. kolovoza 1992.                                                                                  | Montreal, Kanada                                                                                    |
| Samac žene (W1x)                                                                                    | 7:07.71                                                                                             | Bugarska Rumyana Neykova | 21. rujna 2002.                                                                                     | Sevilja, Španjolska                                                                                 |
| Dvojac bez kormilarke žene (W2-)                                                                    | 6:53.80                                                                                             | Rumunjska Georgeta Andrunache Viorica Susanu                                                                                               | 21. rujna 2002.                                                                                     | Sevilja, Španjolska                                                                                 |
| Dvojac na pariće žene (W2x)                                                                         | 6:38.78                                                                                             | Novi Zeland Georgina Evers-Swindell Caroline Evers-Swindell                                                                                | 21. rujna 2002.                                                                                     | Sevilja, Španjolska                                                                                 |
| Četverac bez kormilarke žene (W4-)                                                                  | 6:25.35                                                                                             | Australija Robyn Selby Smith Jo Litz Amber Bradley Kate Hornsey                                                                            | 26. kolovoza 2006.                                                                                  | Eton, Velika Britanija                                                                              |
| Laki dvojac na pariće žene (LW2x)                                                                   | 6:49.77                                                                                             | Kina Dongxiang Xu Shimin Yan | 17. lipnja 2006.                                                                                    | Poznan, Poljska                                                                                     |
| Četverac skul žene (W4x)                                                                            | 6:10.80                                                                                             | Njemačka Kerstin Köppen Kathrin Boron Katrin Rutschow-Stomporowski Jana Sorgers                                                            | 19. svibnja 1996.                                                                                   | Duisburg, Njemačka                                                                                  |
| Osmerac žene (W8+)                                                                                  | 5:55.50                                                                                             | SAD Brett Sickler Megan Cooke Anna Goodale Lindsay Shoop Anna Mickelson Susan Francia Caroline Lind Caryn Davies Mary Whipple              | 27. kolovoza 2006.                                                                                  | Eton, Velika Britanija                                                                              |
| Laki samac žene (LW1x)                                                                              | 7:15.88                                                                                             | Nizozemska Marit van Eupen | 9. srpnja 1999.                                                                                     | Lucern, Švicarska                                                                                   |
| Laki dvojac bez kormilarke žene (LW2-)                                                              | 7:18.32                                                                                             | Australija Eliza Blair Justine Joyce | 7. rujna 1997.                                                                                      | Aiguebelette-le-Lac, Francuska                                                                      |
| Laki četverac skul žene (LW4x)                                                                      | 6:23.96                                                                                             | Kina Hua Yu Haixia Chen Xuefei Fan Jing Liu                                                                                                | 27. kolovoza 2006.                                                                                  | Eton, Velika Britanija                                                                              |